# Ross (Unternehmen)
Ross war  ein historisch bedeutendes Unternehmen der englischen optischen Industrie mit Sitz in London. Gegründet wurde Ross vom Andrew Ross (* 1798, † 1859) im Jahre 1830. Ab 1840 begann Ross, Produkte herzustellen, die mit „A. Ross“ gekennzeichnet waren. Das Unternehmen wurde noch zu Ross’ Lebzeiten einer der bedeutendsten Produzenten optischer Linsen in England.
Ab den 1890er Jahren produzierte Ross Objektive von Carl Zeiss und Goerz unter Lizenz für den Exklusivvertrieb im Vereinigten Königreich und im ganzen britischen Weltreich. So enthält eine Werbebroschüre von 1902 die eigenen symmetrischen Anastigmate, die neuen Planar- und Unar-Objektive von Zeiss, Zeiss-Satz-Anastigmate und Doppel-Anastigmate von Goerz. Vor dem Ersten Weltkrieg gab es insbesondere eine enge beidseitige Zusammenarbeit zwischen Zeiss und Ross. So ließ  Ross ein Weitwinkelobjektiv patentieren, das Zeiss seinerseits für die Entwicklung des Protar-Objektivs nutze. Mit Ausbruch des Krieges setzte die britische Regierung Ross als Verwalter der neuen englischen Carl-Zeiss-Fabrik in Mill Hill, London, ein.
Ab etwa 1855 produzierte Ross auch fotografische Kameras. Die Produktion wurde in den 1930er Jahren eingestellt.
In den 1930er Jahren begann die Lieferung von Objektive für Ensign-Kameras. Nach Ende des Zweiten Weltkriegs schloss sich Ross mit dem Produzenten der Ensign-Kameras, Barnet Ensign zusammen. Das Unternehmen produzierte weiterhin Objektive, Ferngläser, Epidiaskop und andere optische Geräte. Später wurde es in Ross Ensign umbenannt.
Ross Ensign wurde 1975 von Avimo übernommen; Avimo später von Thales Optics.